# Roger Delthil
Pour les articles homonymes, voir Delthil.
Roger Delthil, né le 11 mai 1869 à Moissac (Tarn-et-Garonne) et mort le 12 décembre 1951 à Moissac, est un magistrat et homme politique français. Il est le fils de Camille Delthil.

## Biographie
Magistrat, il entre tardivement en politique, alors qu'il est conseiller à la Cour d'appel de Bordeaux. Il se présente aux élections législatives de 1919, mais est battu. Il est finalement élu en 1924. Il préside la commission des marchés et des spéculations. En 1927, il entre au Sénat, battant Justin de Selves, ancien ministre et président sortant du Sénat.
En 1925, il est élu conseiller général et maire de Moissac. Il devient président du Conseil général en 1937.
Le 10 juillet 1940, il vote les pleins pouvoirs au maréchal Pétain, mais bascule vite dans l'opposition et la Résistance. En 1941, il est déchu de ses mandats par le régime de Vichy.
Réélu sénateur sur la liste RGR en 1948, il a une activité parlementaire réduite.

## Sources
- « Roger Delthil », dans le Dictionnaire des parlementaires français (1889-1940), sous la direction de Jean Jolly, PUF, 1960 [détail de l’édition]